# Rafael Arutyunyan
Rafael Arutyunyan, orm. Ռաֆայել Հարությունյան, ros. Рафаэль Владимирович Арутюнян Rafael Władimirowicz Arutiunian (ur. 5 lipca 1957 w Tbilisi) – ormiański trener łyżwiarstwa figurowego specjalizujący się w konkurencji solistów i solistek.

## Życiorys

### Praca trenerska

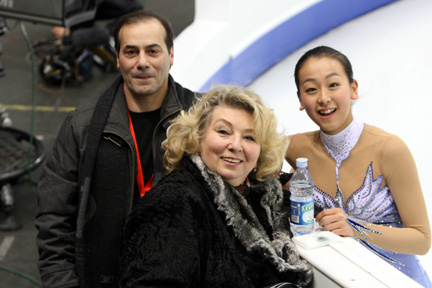
Arutyunyan, Tarasowa i Mao Asada (2007)

Arutyunyan rozpoczął pracę trenerską w 1976 roku w Erywaniu, gdzie jego podopiecznymi byli młodzi łyżwiarze. W sezonie 1980/1981 jego uczeń Saak Mkhitarian został mistrzem ZSSR juniorów oraz zajął 6. miejsce na mistrzostwach świata juniorów, co spowodowało, że radzieccy oficjele zaprosili Arutyunyana do Moskwy, gdzie przeniósł się w 1985 roku Przez 4 lata pracował tam na certyfikat trenerski i pracował w moskiewskiej szkole sportowej oraz rozpoczął współpracę ze sztabem trenerskim Tatjany Tarasowej.
Na początku XXI w. wyemigrował do Stanów Zjednoczonych i rozpoczął pracę w Ice Castle International Training Center w Lake Arrowhead. W sierpniu 2013 przeniósł się do East West Ice Palace w kalifornijskiej miejscowości Artesia. Następnie 25 czerwca 2016 przeniósł się do Lakewood ICE w Lakewood.
Do jego uczniów należą (w nawiasie reprezentowany kraj, ew. lata współpracy i najważniejsze osiągnięcia):
- Nathan Chen (Stany Zjednoczone; 2011 – teraz)
- Michal Březina (Czechy; czerwiec 2016 – teraz)
- Mariah Bell (Stany Zjednoczone; sierpień 2016 – teraz)
- Stephen Gogolev (Kanada; lipiec 2019 – teraz)
- Mandy Chiang (Chińskie Tajpej)[4]
- Marin Honda (Japonia; marzec 2018 – teraz)
- Taichi Honda (Japonia; marzec 2018 – teraz)
- Lim Eun-soo (Korea Południowa; kwiecień 2018 – teraz)[5]
- Romain Ponsart (Francja; sierpień 2016 – teraz)
- Amy Lin (Chińskie Tajpej; 2017 – teraz)[6]

Do jego uczniów należeli:
- Ashley Wagner (Stany Zjednoczone; czerwiec 2013 – 2018)
- Adam Rippon (Stany Zjednoczone; wrzesień 2012 – 2018)
- Vivian Le (Stany Zjednoczone; czerwiec 2016 – grudzień 2017)
- Hannah Miller (Stany Zjednoczone; czerwiec 2015 – sierpień 2016)
- Kiira Korpi (Finlandia; sierpień 2013 do końca sezonu)
- Dienis Ten (Kazachstan)
- Mai Asada (Japonia; lato 2006 – styczeń 2008)
- Mao Asada (Japonia; lato 2006 – styczeń 2008)
- Aleksandr Abt (Rosja; 1991 – maj 2002)
- Michelle Kwan (Stany Zjednoczone)
- Jeffrey Buttle (Kanada)
- Sasha Cohen (Stany Zjednoczone)
- Iwan Dinew (Bułgaria)
- Hovhannes Mkrtchyan (Armenia)
- Aleksandr Szubin (Rosja)
- Siergiej Woronow (Rosja; ok. 2000 roku)

## Życie prywatne
Studiował na Ormiańskim Państwowym Instytucie Kultury Fizycznej w Erywaniu.
Żonaty z Verą Arutyunyan, trenerką łyżwiarstwa. W 2000 roku wyemigrowali do Stanów Zjednoczonych, gdzie wspólnie pracują. Mają syna i córkę.
23 lipca 2019 otrzymał amerykańskie obywatelstwo.